# Basankwitz
Basankwitz, obersorbisch Bozankecyⓘ, ist eine zum Stadtteil Niederkaina gehörende Ortslage in der sächsischen Kreisstadt Bautzen. Der Ort liegt in der Oberlausitz und gehört zum anerkannten sorbischen Siedlungsgebiet.

## Geografie
Basankwitz befindet sich nordöstlichen Stadtgebiet Bautzens etwa fünf Kilometer von der Kernstadt entfernt. Umliegende Ortschaften sind die zur Gemeinde Malschwitz gehörenden Ortsteile Niedergurig im Norden und Doberschütz im Nordosten, die Kubschützer Ortsteile Kreckwitz im Osten, Canitz-Christina im Südosten und Jenkwitz im Süden, Niederkaina im Südwesten sowie Burk im Westen.
Basankwitz liegt unmittelbar südlich der Bundesautobahn 4, die Anschlussstelle „Bautzen-Ost“ ist etwa zwei Kilometer entfernt. Südlich des Dorfes fließt der Albrechtsbach.

## Geschichte
Basankwitz wurde erstmals 1365 als „Bosenkewicz“ urkundlich erwähnt. In der folgenden Zeit änderte sich der Name von „Bosankwicz“ im Jahr 1378 über „Bosankewitz“ im Jahr 1419 zu „Basinkewicz“ im Jahr 1534 und schließlich zur heutigen Ortsnamensform. Der Name stammt vom sorbischen Wort bozanka für „Holunder“. Ab spätestens 1589 stand Basankwitz unter der Grundherrschaft des Rittergutes Niederkaina.
Bis zum 1. April 1936 war Basankwitz eine eigenständige Landgemeinde, dann wurde der Ort nach Niederkaina eingemeindet. Als Teil der Gemeinde Niederkaina wurde Basankwitz am 25. Juli 1952 dem damals neu gebildeten Kreis Bautzen im Bezirk Dresden zugeordnet. Nach der Wende in der DDR kam Basankwitz im Zuge der Eingemeindung Niederkainas am 1. Januar 1994 an die Stadt Bautzen. Am 1. August 1994 wurde der Ort dem alten Landkreis Bautzen zugeordnet, seit der Kreisreform in Sachsen vom 1. August 2008 gehört das Dorf zum Landkreis Bautzen.
Basankwitz gehört seit dem 16. Jahrhundert zur Kirchengemeinde Bautzen.

## Bevölkerung und Sprache

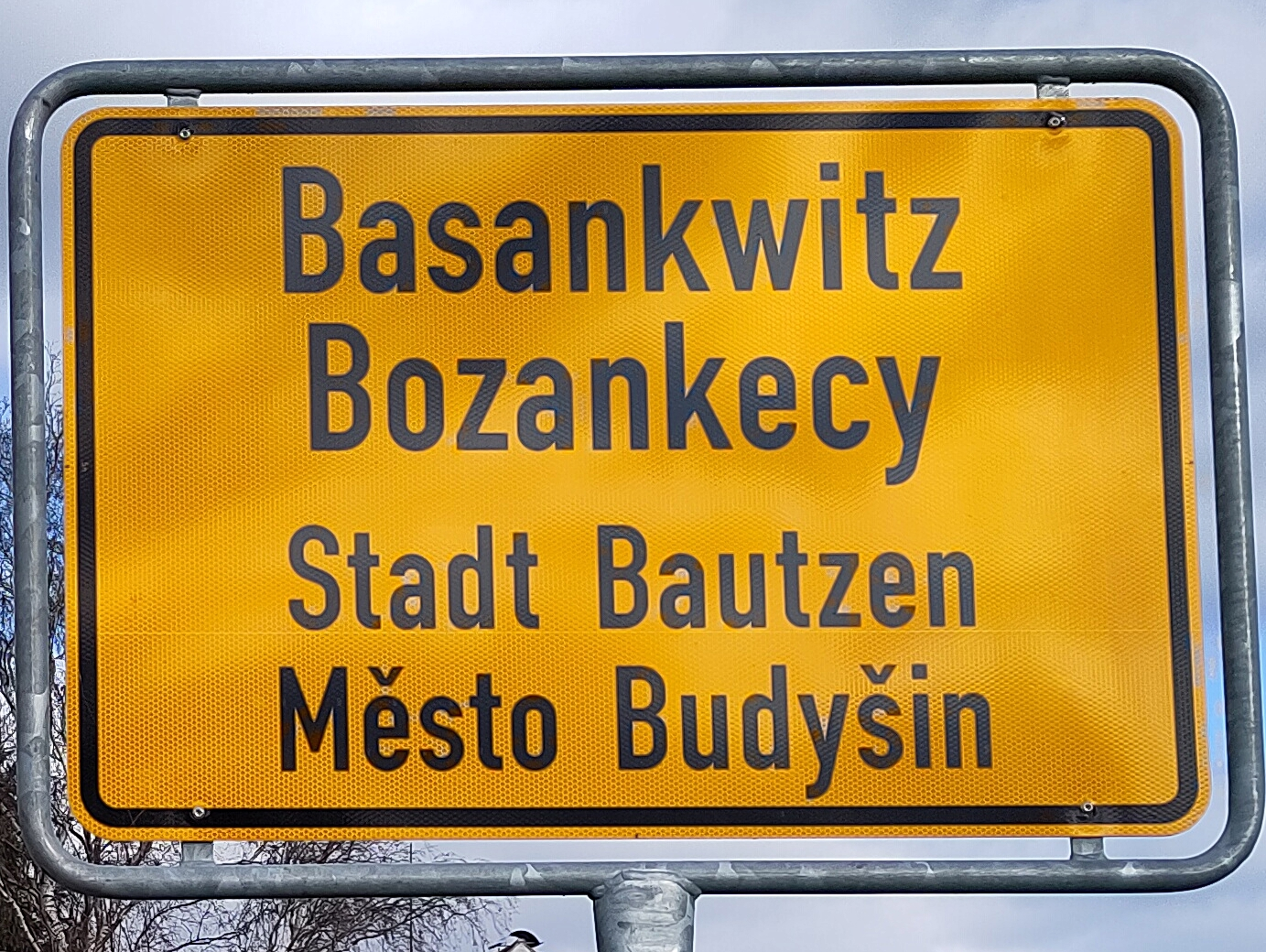
Ortsschild von Basankwitz/Bozankecy

Für das Jahr 1777 waren in Basankwitz fünf besessene Mann und drei Häusler verzeichnet. 1834 hatte der Ort 53 Einwohner. Bis 1871 sank die Einwohnerzahl auf 45 Einwohner ab und blieb bis 1910 konstant. 1925 hatte Basankwitz 49 Einwohner, davon waren 39 evangelisch-lutherischer Konfession und zehn Katholiken.
Für seine Statistik über die sorbische Bevölkerung in der Oberlausitz ermittelte Arnošt Muka für das Jahr 1884 eine Bevölkerungszahl von 43 Einwohnern, von denen alle Sorben waren.

## Persönlichkeiten
- Andreas Deutschmann (Handrij Dučman; 1836–1909), sorbischer Kaplan und Autor